# Stannol
Stannol je organická sloučenina se vzorcem C4H6Sn. Patří mezi metaloly, nenasycené pětičlenné cykly obsahující atom kovu. Je strukturním analogem pyrrolu, kde je dusík nahrazen atomem cínu. Jsou také známy jeho substituované deriváty, souhrnně nazývané stannoly.
1λ2-Stannol má vzorec C4H4Sn, bez vodíkových atomů navázaných na cín; ten má oxidační číslo +2.

## Příklady
1,1-Dibutylstannol je světle žlutá kapalina, připravovaná reakcí 1,4-dilithio-buta-1,3-dienu a dibutylcíndichloridu.

## Příprava a reakce
1,1-Dimethyl-2,3,4,5-tetrafenyl-1H-stannol lze připravit reakcí 1,4-dilithio-1,2,3,4-tetrafenylbuta-1,3-dienu a dimethylcíndichloridu.
1,1- disubstituované stannoly mohou být vytvořeny [2+2+1] cykloadicí dvou ekvivalentů acetylenu na jeden ekvivalent organostannanu SnR2.